# 如东县
如东县是中國江苏省南通市下辖县。其境域位于长江三角洲北翼，东面和背面滨临黄海，西面接壤如皋、海安，南面毗邻南通市通州区。縣人民政府駐掘港镇富春江中路1号。
如东远古为长江入海口沙洲，故称扶海洲。成陆之后，兴建盐场，人口渐繁，至明清时期，市镇发展颇有规模。民国以后，张謇等人垦牧沿海，如东沿海得到初步开发。建国之后，如东继续围海造田，发展经济。改革开放后，县域经济持续增强，跻身全国百强县。2003年以后，如东县以洋口港为重心，促进沿海经济板块崛起，着力新能源等产业发展。

## 历史
如东为“如皋东乡”（即如皋东部的地区的意思）之略，历史上长期为如皋辖地的一部分，至1940年才析置成县。
和南通其他中、东部地区一样，现今如东一带古时大都是长江口的沙洲或尚未成陆。自距今6000多年起，由于长江北岸泥沙淤积、黄河入海泥沙自北向南沉积，沿海陆续浮现古沙洲群。至西周时，古沙洲群逐渐涨接为一片卵形沙洲，名为扶海洲。西汉时，扶海洲范围大略南至今如泰运河一线，西抵丁堰、栟茶一线，东、北在范公堤以内。西汉初，吴王刘濞领三郡五十城（如东在其境内），“东煮海水为盐”，开淮区煎盐之先河，如东出现第一批“盐丁”。东汉末年，淮南江北成为曹孙战争前线，“江、淮间十余万众，皆惊走吴”，境内遂成隙地，及至“吴平，民各还本”。此后至东晋数百年间，一方面扶海洲与大陆之间水面逐步缩狭为小芹河，至东晋太元七年（382年），小芹河淤塞，扶海洲终与大陆连为一体；另一方面，中国北方动乱，江淮间时乱时平，淮民南下，大陆与沙洲之间联系愈发紧密，扶海洲上移民日渐增多。在持续数百年的人口大迁徙中鲁人、客家人成为如东先民的重要来源。
至唐朝，接陆后的扶海洲继续扩张，演变为唐廖角咀，其地属淮南煎盐场亭。唐开成年间，掘港亭、郭补村（今马塘镇）始见于典籍。唐廖角咀此后渐与六世纪形成的胡逗洲涨接，在后周世宗年间形成一个马蹄形海湾，南宋时称卖鱼湾，后演变为三余湾。随着唐宋时期范公堤等海岸工程的修筑、串场河的开凿，如东陆地区域大致稳定下来，盐业和农业由于中原移民带来先进的生产技术而得到较快发展。两宋时期如东成为盐业重地与海防口岸，栟茶、丰利、马塘各场相继建立，掘港立有营寨，丰利设有水军，宋人孙觉《过掘港营寨》诗句“海口来屯数百兵”、“石炮声疑霹雳声”等描写了当时的情景。
元朝末年张士诚农民义军转战苏北沿海，掘港场杨家畈一带盐民响应起义，北上与张部会合转战江淮苏南。元至正二十七年张士诚为明朝开国皇帝朱元璋所败并被俘，明初在政治上对张士诚统治的苏州地区施行洪武赶散，后又陆续从苏州等地迁没有土地的居民四千余户到南黄海之滨各盐场充作烧盐的煎丁。洪武年间为防止和抵御倭寇入侵，在掘港建“备倭营”，设东营和西营，派重兵把守。万历十九年，朝鲜壬辰战争前夕，掘港营招精勇千余名备倭，明代驻军达到鼎盛时期。外来军士及人口的增加、盐业的发展，使如东交通改善、商业兴起，徽商、晋商及浙商纷至沓来，渐在市场竞逐发展，形成流派。以海鲜为主料，具淮扬风味的餐饮业渐为发达，有“十家三酒店，一日两潮鲜”之说。明朝中期以后掘港也因其商贾云集、百业兴旺而有“小扬州”之称。
明清之际，如东以南的海门县因江海岸线退缩而人口不断外迁，其中一部分北迁到皋东沿海一带。太平天国期间，《如皋县志》记载清咸丰三年（公元1853年）和六年（公元1856年），先后两次有数万难民逃来，白蒲、东马塘等镇皆有难民暂住，其中不少人战后即安家于皋东地区。四方移民数百年的“锄金世泽，煮海家声”，使如东盐业走在清代前期向鼎盛，掘港场等四大盐场收入占到全国盐业收入的七分之一。
20世纪初，南通末代状元张謇实业兴国，组织江浙一带士绅在长江口以北漫长的海岸投资垦荒、围海造地，如东一带也在其中。围垦不仅给如东增加了新的土地，还再次带来了海门、启东一带的移民。1927年国共决裂后，如东地区工农运动兴起，为中国工农红军第十四军活动区域。1938年日本军队登陆南通、侵入如皋，通如地区陷入无政府状态，各方势力陆续转移到相对安定、物产丰富的皋东地区，在复杂的政治斗争下，1940年新四军东进黄海后，皋东地区脱离原如皋县，是年底新四军对国民党地方部队作战中取得掘港保卫战胜利，稳固了根据地基础。1941年8月日军“扫荡”至如东，占领掘港、马塘、岔河、丰利等集镇，中共苏中第四军分区武装力量转入敌后游击作战。抗日战争胜利后，如东地区处于国共冲突前沿，1946年1月13日爆发“白蒲事件”。1947年3月22日、4月28日、12月7日解放军三次攻打掘港未克，1948年3月13日解放军第四次攻打掘港，经两日激战攻克掘港，战后原高出地面3丈余的土山核心工事被夷平。1949年1月28日，解放军收复白蒲，克复如东全境。
1949年后如东继续兴修水利、沧海夺田，从内陆向垦区殖民，陆域范围继续增加，经济部门不断建立发展，人口突破百万。1987年首次引入日本外资，1988年3月经国务院批准为对外开放县。2001年如东县接收了首批三峡移民。2003年起，开始实质性推进外海烂沙洋水道洋口港的建设。

### 重要事件
公元838年（唐文宗开成三年）日本僧人圆仁随第十三批遣唐使前往中国。当时圆仁一行所乘坐的船在如东沿海搁浅，他们上陆曾在如东一带辗转。后来圆仁留居长安6年，于公元847年（唐宣宗大中元年）返回日本。圆仁回到日本后写了《入唐求法巡礼行记》，书中记录了这些经历与当时如东一带的情状。另据考证第十一批日本遣唐使也有很大可能在如东沿海登陆。
公元1554年（明嘉靖三十三年）四月，倭寇数百人屯海上，守备杨缙不顾同僚观望不前，率兵独出，兵陷淤淖，幸抽矢射死倭寇首领，反败为胜。五月，倭寇突至如皋城外围，如皋城几乎陷落，幸徐州兵备李天宠率部策应，退敌入海。掘港场御倭指挥使张明化失事充军。是年，倭寇由掘港经马塘，屯聚丁埝，进逼如皋城。主簿阎士奇等率兵400多人击退众倭。公元1557年（嘉靖三十六年）四五月，倭寇再侵，如皋严守退敌，战后全城论功，但因掘港等场屡遭倭犯，备倭把总韩德贞失事充军。公元1559年（嘉靖三十八年），倭又大举进犯，杨缙与一部倭众激战于长沙庙，设计全歼敌寇；海防兵备副使刘景韶会同游击邱陞连续打败另一部倭寇，刘景韶最终尽歼倭于海安，邱陞力战殉国，后抗日战争期间，如东马塘新设一所学校以邱陞命名。
公元1645年（清世祖顺治二年）四月，清兵攻取扬州，屠城十日，海滨震动。五月，如皋人陈君悦发动起义，据如皋城。与此同时，缪景先、缪鼎台等人起兵于李堡场，徐健吾起兵于栟茶场，万振寰起兵于岔河，张尔明起兵于石庄，郭明寰起兵于泰兴，王耀以无生教号召盐民数万人起兵于掘港场、马塘场。各处义兵，大者万余人，小者数千人，一时戈矛遍野，声势颇壮。后清廷进剿，至十月徐健吾被居民捆缚，献于官府，当即被械送京师。不久，与陈君悦等义军首领一同被杀。
公元1938年中共江北特委到如皋（东）何家灶建立了淮南盐管地区第一支海上地方武装——盐民自卫队，1941年4月编为苏中军区海防大队，1942年11月建立苏中军区海防团，团长陶勇兼，团部设在何家灶。1943年11月苏中海防团发展为苏中海防纵队，司令员陶勇兼。1945年10月海防纵队组建为华中海防纵队，浙东海防大队北撤苏北后及苏北盐阜海防大队先后归华中海防纵队领导。华东军区海军在泰州白马庙成立后，海防纵队2000人编入。如东县何家灶地区因此被称为中华人民共和国海军发源地。

## 地理
如东位于苏中地区东部、长江三角洲北翼。如东东面和北面濒临南黄海，隔海与韩国、日本相望。西部与如皋、西北与海安相连，南与南通市通州区为邻。陆域总面积1872.7平方公里，海岸线长102.59公里，海岸滩涂宽阔，有渔盐之利。连陆滩涂104万亩，辐射沙洲100多万亩，海域面积有6000多平方公里。
陆地全境为冲积平原，土地肥沃。地势基本平坦，略呈内地高沿海低之势，高程一般在海拔3.5—4.5米之间，中部沿如泰运河一线则在5米左右。地层主要为粉砂土层，地表数米余，为粉质粘土、粉土；深部以粉砂、细砂为主。地耐力一般为10～13吨/平方米。地质构造比较简单，相对稳定。
海域沙洲散布，北部海岸线外主要有蒋家沙、竹根沙、河豚沙、太阳沙、火星沙等，东部海岸线连接腰沙、冷家沙，后备土地资源丰富。沙洲外围海域属于吕四渔场，如东海岸线正对吕四渔场核心五洋中的烂沙洋、黄沙洋和苦水洋，进出便捷。

### 围垦
陆地有相当部分来自于围海造田。清末民国初年，如东沿海逐渐废灶兴垦。1916年6月，张謇集资创立大豫垦殖公司，自遥望港北起，围垦大片滩涂，聘请荷兰水利工程师规划，从启海一带招徕移民垦殖。在此前后华丰、益昌、复记等公司相继成立与张謇所有企业共同推进围垦。
自1951年起，如东县再起围垦之役，至2013年，如东县共24次围海造田，匡围滩涂近60万亩（约400平方公里）。1951年至1992年期间11次围垦基本上由民工人力围垦，每次围垦县境动员人力以数万计，部分垦区成陆后迅速在国家投资下改良水土，向垦区殖民。1995年第12次围垦首次通过市场化运作，全线使用挖掘机堆土和泥浆泵吹填。2001年起的第13、14次洋北围垦催生了洋口外闸、国家中心渔港、化工园区、黄海旅游景区和新兴沿海城镇的建设。2003年、2009年及2012年洋口港范围进行三期围垦，形成约34平方公里陆域建设临港工业区。县境第24次围垦为洋口外闸西侧围垦，2013年1月开工建设。
在县境西北的小洋口地区围垦中，工程部门三次发现地热温泉资源，其中前两处资源已进行旅游开发。

### 气候
气候属亚热带季风性气候，温和湿润，四季分明。生长期年平均227天，无霜期年平均224天，年平均日照数2166.3小时。春季由于海洋作用，回暖较迟，有时会出现倒春寒天气。夏季雨热同季，6、7月有梅雨期。晚秋易受北方平原南下的寒潮影响。冬季偶尔有雪。另外，如东海岸常年大风，风力资源丰富，经实测，全年可供发电有效风时为7941小时。每年或有数个台风外围影响，对海上作业有一定程度影响，但较少发生台风正面袭击。
年均温：15.4℃。平均降水：1074毫米。
| 如东 (1981−2010)     | 如东 (1981−2010) | 如东 (1981−2010) | 如东 (1981−2010) | 如东 (1981−2010) | 如东 (1981−2010) | 如东 (1981−2010) | 如东 (1981−2010) | 如东 (1981−2010) | 如东 (1981−2010) | 如东 (1981−2010) | 如东 (1981−2010) | 如东 (1981−2010) | 如东 (1981−2010) |
| 月份                 | 1月              | 2月              | 3月              | 4月              | 5月              | 6月              | 7月              | 8月              | 9月              | 10月             | 11月             | 12月             | 全年             |
| -------------------- | ---------------- | ---------------- | ---------------- | ---------------- | ---------------- | ---------------- | ---------------- | ---------------- | ---------------- | ---------------- | ---------------- | ---------------- | ---------------- |
| 平均高温 °C（°F）    | 6.9 (44.4)       | 8.4 (47.1)       | 12.6 (54.7)      | 18.6 (65.5)      | 24.2 (75.6)      | 27.4 (81.3)      | 31.1 (88.0)      | 30.7 (87.3)      | 26.9 (80.4)      | 22.2 (72.0)      | 16.2 (61.2)      | 9.8 (49.6)       | 19.6 (67.3)      |
| 日均气温 °C（°F）    | 3.0 (37.4)       | 4.5 (40.1)       | 8.3 (46.9)       | 13.8 (56.8)      | 19.3 (66.7)      | 23.3 (73.9)      | 27.4 (81.3)      | 27.1 (80.8)      | 23.2 (73.8)      | 17.8 (64.0)      | 11.8 (53.2)      | 5.4 (41.7)       | 15.4 (59.7)      |
| 平均低温 °C（°F）    | −0.1 (31.8)      | 1.5 (34.7)       | 4.9 (40.8)       | 9.9 (49.8)       | 15.4 (59.7)      | 20.2 (68.4)      | 24.5 (76.1)      | 24.3 (75.7)      | 20.1 (68.2)      | 14.2 (57.6)      | 8.1 (46.6)       | 2.0 (35.6)       | 12.1 (53.8)      |
| 平均降水量 mm（）    | 51.1 (2.01)      | 45.3 (1.78)      | 78.3 (3.08)      | 64.2 (2.53)      | 90.0 (3.54)      | 158.3 (6.23)     | 180.5 (7.11)     | 161.6 (6.36)     | 104.9 (4.13)     | 50.9 (2.00)      | 56.6 (2.23)      | 32.5 (1.28)      | 1,074.2 (42.28)  |
| 平均相對濕度（％）   | 77               | 77               | 77               | 77               | 78               | 82               | 84               | 85               | 82               | 78               | 76               | 75               | 79               |
| 来源：中国气象数据网 |                  |                  |                  |                  |                  |                  |                  |                  |                  |                  |                  |                  |                  |

### 水系
境内河道分属长江、淮河两大流域，其中长江流域面积655.5平方千米，占比35%；淮河流域面积1217.3平方千米，占比65%。境内最大河流为如泰运河，境内总长度66千米，是地理意义长三角分界线。除如泰运河外，还有一级河流九圩港、栟茶运河、遥望港、北凌河等。

### 潮汐
沿海潮汐每24小时涨落两次，为半日潮。同一潮次平均高度呈现西北高东南低，洋口水文站潮位一般比东安水文站潮位高80厘米，大潮高100厘米。同一潮次来潮时间洋口闸比东安闸早30分钟左右到达。一年中中秋汛势最大，是观潮最佳窗口，如东民间有“八月十六赛马跑”之说。
| 农历日期                                                     | 农历日期 | 潮汛名称 | 涨潮时间 | 退潮时间 | 汛别 |
| ------------------------------------------------------------ | -------- | -------- | -------- | -------- | ---- |
| 初一                                                         | 十六     | 六潮水   | 11:00    | 1:00     | 大汛 |
| 初二                                                         | 十七     | 七潮水   | 11:45    | 1:45     | 大汛 |
| 初三                                                         | 十八     | 八潮水   | 12:30    | 2:30     | 大汛 |
| 初四                                                         | 十九     | 九潮水   | 1:15     | 3:15     | 大汛 |
| 初五                                                         | 二十     | 下岸潮   | 2:05     | 4:05     | 小汛 |
| 初六                                                         | 二十一   | 下岸一   | 2:55     | 4:55     | 小汛 |
| 初七                                                         | 二十二   | 下岸二   | 3:45     | 5:45     | 小汛 |
| 初八                                                         | 二十三   | 下岸三   | 4:35     | 6:35     | 小汛 |
| 初九                                                         | 二十四   | 下岸四   | 5:25     | 7:25     | 小汛 |
| 初十                                                         | 二十五   | 起水     | 6:15     | 8:15     | 大汛 |
| 十一                                                         | 二十六   | 一潮水   | 7:05     | 9:05     | 大汛 |
| 十二                                                         | 二十七   | 二潮水   | 7:55     | 9:55     | 大汛 |
| 十三                                                         | 二十八   | 三潮水   | 8:45     | 10:45    | 大汛 |
| 十四                                                         | 二十九   | 四潮水   | 9:30     | 11:30    | 大汛 |
| 十五                                                         | 三十     | 五潮水   | 10:15    | 12:15    | 大汛 |
| 说明：如月小没有三十日，也就是没有五潮水，初一仍然是六潮水。 |          |          |          |          |      |

## 交通

### 公路
国道： 328国道（江苏临海高等级公路，沿海环绕）、 228国道。
省道： 334省道（横线）、 221省道（海防公路，沿海环绕）、 222省道（规划北延至洋口港，纵线）、 355省道（苴东线，横线）、 225省道（纵线）。
高速： 启扬高速、 洋通高速分别以西北（海安）-东南（启东）、东北（洋口港）-西南（南通）姿态过境。

### 铁路
海洋铁路。海安至洋口港，全长77公里，国铁二级，设有栟茶、如东两个客运站和北渔货运站。于2014年1月16日开通客运。远期计划建设上岛（阳光岛）工程，远期建设自洋口港至吕四港铁路。海洋铁路西出中原腹地，可联系安徽、河南，三门峡至洋口港之间称为三洋铁路。
洋吕铁路。自洋口港连接吕四，形成环绕南通市的铁路环线。
通苏嘉甬铁路如东延伸段。自通苏嘉甬铁路南通站引出，向北延伸至如东市区。
如通苏湖城际铁路。自如东向南经位于海门的南通新机场，通过海太过江通道进入苏南，连接湖州。

### 运河
由于历史上高等级公路缺乏，如泰运河一度承担了县域六成的货运总量。为配合洋口港工程，完善港口集疏运体系，开挖洋口运河等以实现江海联运。南通航道网规划中，由洋口运河经如泰运河转九圩港接长江的航道规划为三级航道。

### 港口
渔业港口：洋口渔港（国家中心渔港），刘埠渔港（一级群众渔港），东凌渔港（二级群众渔港）。
物流海港：洋口港，离岸型深水港口，位于长沙镇及其外海。由阳光岛和临港作业区构成。先期开发的西太阳沙作业区已建成人工岛阳光岛、黄海大桥及南北航道。由中石油建设、位于阳光岛的江苏LNG项目于2011年末投产。

### 公共交通
如东县域公共交通以汽运为主。镇村公交2014年初宣布达到行政村级通达率100%，公交车辆大量采用LNG新能源客车。
如东县城掘港在历史上依水而建，老城区夹于如泰运河、掘苴河及掘坎河之间，境内道路桥梁沿河蜿蜒，到现代城市框架扩张后老城区交通问题日趋彰显。而新城区因规划先行而路网呈网格状，交通状况较好。如东于2011年5月开通城市公交，2020年设有9条市内公交线路。

## 政治
如东县县治为掘港镇，行政中心原位于掘港镇三元池与掘苴河之间，后因城市不断向北发展，新行政中心迁址于掘港镇富春江路。
在对外宣传中，除三张名片外，还有以下宣传口号：中国教育基础名县、江苏省文明城市、绿色江苏先进县、国家绿色能源示范县、中国民间文化艺术之乡、中国长寿之乡、中国建筑之乡、全国生态县、中国县域经济基本竞争力百强县。

### 历史沿革
东晋义熙七年（公元411年），历史上始设如皋县，它曾包括今天的如东县及海安县的部分地区。隋朝开皇九年（公元589年），如皋县并入宁海县，隶属于扬州总管府（公元605年改为江都郡）。唐朝大和五年（公元831年），置如皋场，隶属于泰州。北宋初，如皋县隶属于淮南东路泰州军。元代，如皋县隶属于扬州路泰州府。明代，如皋属于扬州府泰州。清雍正二年（公元1724年），如皋县隶属于通州。此间如东长期为如皋辖地，其间或更名或撤县或复置，均未尝分离。
1940年冬，新四军苏北指挥部第三纵队进至通如海启，同时将原如皋县分设如西县和如皋县（如皋东乡）。1941年起，属于苏中第四行政区。
1945年9月，如西县复名为如皋县；如皋县易名如东县，县治设马塘镇，属苏皖区第一行政区。1946年秋，属苏皖区第九行政区，中共政府机关撤离马塘。
1949年，中共政府机关由丰利迁返马塘。属苏北行政区南通专区，辖掘港、掘长、掘东、苴镇、沿海、丰利、栟茶、栟北、双甸、景安、岔河、汤园、桐本、丁埝、蒲东等15个区、169个乡、10个镇。
1951年，如东县政府由马塘镇迁址掘港镇。1953年，属江苏省南通专区。
1954年，白蒲、丁堰、雪岸三区划归如皋县。1956年，四港、五窑划归南通县。
1981年，南通地区与南通市合并，如东县改隶属南通市。
1994年起撤乡并镇，至2009年4月兵房镇并入大豫镇，共设14个镇。
2001年至2002年，如东农场、掘港农场等场圃划归如东县，实行属地管理。

### 现行区划
全县下辖15个镇、街道，并设有数个开发园区，部分镇区实施镇区一体化管理。分别是：栟茶镇、岔河镇、丰利镇、河口镇、如东高新技术开发区（掘港街道、城中街道）、马塘镇、双甸镇、新店镇、如东沿海经济开发区（洋口镇、如东旅游经济开发区）、袁庄镇、如东洋口港经济开发区（长沙镇、南通外向型农业综合开发区）、如东县经济开发区（苴镇街道）、如东循环经济产业园（大豫镇、东凌库区产业园、进口再生资源加工区）、曹埠镇。
- 2012年，南通市决定如东县大豫镇东南部分区域由南通滨海园区（通州湾）代管[27]。
- 如东北部海岸线外的蒋家沙、竹根沙（俗称“两沙”）及东沙海域历史上长期与相邻的海安县、东台市等存在渔权、海权矛盾，尚未确界[28]。2005年，安台线海域勘界达成初步协议[29]后，“两沙”海域由江苏省省管[30]。2009年，如东县在该海域申领用海面积占总面积的43%[31]。

| 镇名       | 别称、雅号 | 地位           | 面积（km²） | 人口（万人） |
| ---------- | ---------- | -------------- | ----------- | ------------ |
| 掘港、城中 | 蠙城、蠙山 | 县治、区镇合一 | 263.14      | 20.56        |
| 大豫       |            | 区镇合一       | 195.47      | 10.3         |
| 苴镇       | 苴沙       | 区镇合一       | 85.5        | 4.33         |
| 洋口       |            | 区镇合一       | 125.83      | 7.34         |
| 长沙       |            | 区镇合一       | 95          | 3.86         |
| 栟茶       | 南沙       | 中心镇         | 95.7        | 5.72         |
| 岔河       | 燕川、茶坞 | 中心镇         | 141.63      | 8.24         |
| 河口       |            | 中心镇         | 116.1       | 6.38         |
| 曹埠       |            |                | 92.36       | 4.73         |
| 丰利       | 古丰、古枫 |                | 140.37      | 8.15         |
| 马塘       | 骥渚、晓塘 |                | 140.83      | 8.11         |
| 双甸       | 霜桥       |                | 112.33      | 7.27         |
| 新店       | 荡里       |                | 80.69       | 3.77         |
| 袁庄       | 南澪       |                | 99.19       | 5.85         |

### 对外交流
伊宁市：2006年8月结为友好城市。
 会宁县：2007年3月签订友好合作协议，结为友好县，如东县开始派出教师对会宁展开支教。
 沭阳县：2010年与位于苏北地区的沭阳联合办学，创立沭阳如东中学，如东县负责向学校派出教师支援。

## 经济建设
如东县经济传统上可以分为两条轴线：沿海岸线各乡镇如长沙、洋口、大豫等长期以来是农业、渔业发展的重要地区，沿334省道各内陆乡镇如马塘、岔河等则是纺织、劳保安防、化工、机械等工业重镇。但21世纪以来，如东自身产业结构不断调整，化工产业全部从内陆向沿海搬迁，强调沿海开发，设立“五大园区平台”，不断扩大沿海地区在经济发展中的贡献份额。
如东在21世纪交替之际，基于自身幅员广阔、资源丰富的有利条件，提出“资源换产业”理念，首先以30平方公里临港滩涂使用权作价入股40%，引入香港保华集团，拉开洋口港开发建设大幕。此后，如东以风力资源引入风电产业，新能源产业逐步发展壮大，并率先在全国组建了县级一级局建制的能源局。
本土沪深上市企业有：中天科技及九九久科技。
2016年末，三次产业比例为9.1：45.6：45.3。

### 农业
如东耕地资源相对丰富，粮食产量突出，为江苏省首批“亩产吨粮县”，被农业部评为“全国粮食生产先进县”。农作物主要以水稻、小麦及棉花为主，兼有油料、蔬菜、瓜果，还广植湖桑，盛产优质蚕茧。畜牧业以生猪、羊、家禽等为主，其中生猪以三元猪为主，家禽以通如草三黄鸡为主，同时育有著名鸡种狼山鸡。农耕时代全境还广泛分布良种役用水牛海子牛，但已濒临灭绝。
海产品丰富，是如东农业的特色。可供捕捞各种近海生物资源繁多：贝类中以特产文蛤为最，其口味鲜美，是全国最大的生产和出口基地，此外还有竹蛏、泥螺、蚶子、蛤蜊等五十种。鱼类则有百种以上，以黄鱼、鲳鱼、马鲛鱼、鳓鱼、鲻鱼、鮸鱼、刀鱼、板鱼、河豚等最为知名。虾蟹类出名的则有红虾、白虾、对虾以及梭子蟹、大青蟹等。
河海滩涂开发也给养殖业带来方便：如东著名的有紫菜、海带的海水养殖。2000年以来，对虾、扣蟹（属长江系中华绒螯蟹蟹苗）等的围塘养殖也发展向好。
地理标志产品：狼山鸡（2009年9月）、如东大米（2017年1月）。

### 工业
如东传统产业结构偏轻，纺织服装、食品加工、医药化工及机械加工等工业部门是如东基础产业，双甸、岔河及马塘等地坯布加工发达，誉为“江苏省坯布之乡”，掘港及周边培育以劳保手套为代表的亚洲安防用品产业基地，新店地区集聚发展健身器材，袁庄地区门业制造有一定规模，曹埠地区家具制造形成产业基础。此外毛巾产业、铁链产业、紫菜等食品加工产业也较为知名。
在新兴产业中新能源以风电、LNG为核心形成了较广泛的影响力。由于交通条件的改善和港口开发，物流、石化等产业也将逐步兴起。

#### 能源
如东在2005年后获得了许多高额投资的大型能源项目。
- 中石油江苏LNG接收站（一期投资60亿元）及西气东输等管道项目
- 中石油江苏如东LNG燃气电厂（规划中）
- 广东振戎能源仓储项目（总投资60亿元）
- 江苏国信如东生物质发电工程（总投资2.99亿元）
- 如东天楹垃圾焚烧发电厂（总投资3.5亿元）
- 如东近岸、潮间带及近海风电（总装机规模规划412万千瓦[38]，2014年初已建成95万千瓦）
- 如东强生光电、中天光电
- 潮汐电站（前期工作）

### 园区
如东县境内拥有如东经济开发区、沿海经济开发区、洋口港经济开发区、如东循环经济产业园等产业集聚区。
- 如东经济开发区（省级开发区）作为承载风电、光电、石油钻采成套设备、汽车电子信息、服务业外包等重大产业项目的平台，2004年拓展设立新区，位于县治北侧；总规划面积为41平方公里。区内最大投资项目为三一重工产业园。
- 沿海经济开发区目标是逐步发展成新材料、新医药为主的化工产业园；总规划面积78平方公里。2013年其工业应税销售超150亿元，是南通沿海板块发展最为迅速的园区，但同时也面临一定环保压力[39]。沿海经济开发区还挂靠有沿海旅游经济开发区，位于沿海经济开发区西，规划面积52平方公里，计划利用湿地与温泉资源建设4A级景区，发展度假旅游产业。
- 洋口港经济开发区以洋口港为中心规划发展成物流、石化及冶金等临海型重工业，同时开发建设港口新城，总规划面积135平方公里。
- 南通外向型农业综合开发区（省级农业开发区）先期启动区以苴镇北部沿海为主，陆地面积23平方公里，高涂及滩涂面积65平方公里，总面积88平方公里。
- 如东循环经济产业园以“城市矿产”基地为中心，兼顾东凌水库库区产业园，发展再生资源回收等循环经济；总规划面积69平方公里。

### 城建
如东县2016年城镇化率为56.07%。如东县在2009年制定了城市总体规划，设立如东城区面积78.65平方公里。城市发展的总体思路是“北拓、南优、西控、东储”。城区规划范围西止于西环路，东止于东二环路，南止于南环路，北止于松花江路。至2012年，如东县城区建成面积达21.46平方公里。
2009年后县城老城区改造逐步启动，房地产开发提速。北侧新城区则执行了“先规划、再建设”的发展思路，交通、设施布局较为合理，但尚未形成城市新中心。
乡镇方面，按照一城两翼的思路主要发展长沙镇（洋口港，又称大洋口）新城区和洋口镇（洋口渔港，又称小洋口）新城区。另有岔河镇、栟茶镇、河口镇为南通市市级中心镇。

## 社会文化
如东在历史上由四方移民汇聚，民风质朴而不失粗犷。如东在21世纪初提出新时期城市精神为“厚德笃行、扶海越江”。如东历史自然积淀形成的文化精神主要还有“辟我草莱”及“海子牛”精神。

### 人口
如东全县最早的人口数据为民国二年（1913年）如皋县公布的全县户口数字，皋东地区（含东陈、白蒲，不含栟茶）时有户数80991户，453097人。至2013年年末，如东全县户籍人口104.38万人。绝大多数为汉族，也有少量其他民族。第六次人口普查时文盲率5.83%。
如东县从1960年代开始试点实行计划生育，1970年代实行一对夫妇只生一个孩子政策。1997年起，如东县開始人口负增长。2014年，如东县60岁以上人口达28万人，占总人口比为29.26%。县域人口老龄化趋势严重。
根據如東縣第七次全国人口普查結果，截至2020年11月1日零時，全縣常住人口爲880006人。全縣常住人口與2010年我縣第六次全國人口普查相比，十年共減少115977人，下降11.64%，年均遞減率爲1.23%。

### 語言
如东县地处通泰方言和吴语的交接地区。包括县城在内的大部分地区说如东话，属于通泰方言中区。东南部兵房镇等地说“沙地话”，属于吴语太湖片，这种吴语是百年前的垦荒运动中由海门、启东操吴语的移民带来的，至今这种“沙地话”和启海话仍然非常相似。

### 艺术
国家级非物质文化遗产：舞蹈《跳马伕》
省级非物质文化遗产：文学《曹瘦脸儿的故事》，舞蹈《浒澪花鼓》，舞蹈《钟馗嬉蝠》
- 绘画：如东民间绘画艺术源远流长，相传在清同治年间（1862年—1874年）由苏州传入，为桃花坞木版年画的一个分支。风格朴拙靓丽，极具地方特色，被中国文化部命名为“中国现代民间绘画之乡”。
- 舞蹈：《跳马伕》原是流传于如东一带的祭神舞，所祭之神为“都天王爷”。据传，“都天王爷”是唐肃宗对其守将张巡的追封谥号。明清之时，倭寇海匪经常骚扰沿海，当地人们寄情于张，追思英烈，祈求神明消灾降福，于是将供奉逐渐演化为“烧马伕香”，由此传习数百年。另有一说为明朝初年如东地区民众假托纪念张巡而实际纪念张士诚。

### 教育
如东素有崇文重教的传统，明嘉靖三年（公元1524年），如皋全县设社学15所，有马塘“小治”、掘港“回澜”、丰利“敦风”等。清乾隆十年（公元1745年）栟茶建立南沙书院，光绪三十二年，如皋东乡盛行废科举、兴学校，创办5所小学，到辛亥革命时皋东已有39所小学。民国时期教育事业继续发展，促使皋东学生在政治运动中频繁登上历史舞台。在抗日战争期间，皋东教育仍创办了邱陞中学、掘港中学等影响较大的学校。
在改革开放后，如东基础教育水平在中国国内独树一帜，国家高考中高分人数、本科上线率、生均总分等各项指标连续二十余年在江苏省领先，县内学子四度摘取江苏高考状元。职业教育水平也较为成熟。
普通高中列表
- 江苏省如东高级中学（四星级）
- 江苏省栟茶高级中学（四星级）
- 马塘中学（四星级）
- 掘港高级中学（三星级）

职业高中列表
- 如东中等专业学校

特色学校
- 如东县杂技艺术学校

## 旅游
如东地方旅游以海洋风光和海鲜美食为特色。“海上迪斯科”（滩涂踩文蛤）和“空中交响曲”（滩涂放风筝）是当地颇负盛名的传统特色旅游项目。
AAA级景区有：小洋口景区、洋口港景区及国清寺景区。
- 小洋口景区是如东县主力打造的县域旅游开发区，已晋升为省级旅游度假区[46]，获批建设国家海洋公园[47]。包含有风电场、洋口国家中心渔港、南通市青少年户外运动拓展中心、高尔夫球场、温泉度假村、海印寺、海上迪斯科旅游区等旅游景点。
- 洋口港景区主要旅游项目有海上迪斯科、自驾游基地及工业旅游。工业旅游以黄海大桥、人工岛阳光岛等港口基础设施参观游览为主。
- 国清寺景区主体国清寺始建于唐朝宪宗年间，由天台山国清寺行满和尚建寺，寓意“寺若成，国即清”，然此后千年里国清寺饱受战火之乱，至明清虽然多次重修，但仍在1960年代被夷为平地。现国清寺为1991年复建。

### 引用与注释
1. ↑  国务院第七次全国人口普查领导小组办公室. . 北京市: 中国统计出版社. 2022-07. ISBN 978-7-5037-9772-9. Wikidata Q130368174 （中文）.
2. ↑  陈寿. 《三国志·程郭董刘蒋刘传》.
3. ↑  沈约. 《宋书·州郡一》.
4. ↑  朱正年. . 《南通市土地志》编纂委员会. 2001年1月. ISBN 7214029502. （原始内容存档于2014-02-02）.
5. ↑  见于日本国圆仁和尚《人唐求法巡礼行记》。
6. ↑  掘港镇志编写组. . 1981年9月: 197. （原始内容存档于2014-02-02）.
7. ↑  海门此期间四迁县治，人口从几十万衰退为仅存2200人，被清廷裁县为乡。18世纪至20世纪，江海复淤涨，新沙地才得以复设海门县、新立启东县。
8. ↑  . 如东新媒体. 2012年3月. （原始内容存档于2014-02-22）.
9. ↑  . 如东日报. 2011年6月22日. （原始内容存档于2014年3月12日）.
10. ↑  . 苏皖边区旧址网. 2012年10月. （原始内容存档于2014-03-15）.
11. ↑  . 如东日报. 2011年8月3日. （原始内容存档于2014年3月12日）.
12. ↑  . 如东新媒体. 2010年4月16日. （原始内容存档于2014年3月6日）.
13. ↑  如东编史修志办公室. . 江苏古籍出版社. 1985年8月.
14. ↑  张荣生. . 凤凰出版社. 2012-02. ISBN 9787550611641. （原始内容存档于2014-02-02）.
15. ↑  吕四渔场五洋自北向南分别是：平涂洋、苦水洋、黄沙洋、烂沙洋、乌沙洋。
16. ↑  . 如东新媒体. 2012年. （原始内容存档于2015-09-24）.
17. ↑  . 如东政府网. 2014年5月25日. （原始内容存档于2014年11月29日）.
18. ↑  . 如东日报. 2013年3月2日. （原始内容存档于2014年3月11日）.
19. ↑  . 搜狐新闻. 2005年7月18日. （原始内容存档于2014年3月15日）.
20. ↑  . Weather China.   [2012-06-17]. （原始内容存档于2021-02-19） （中文（中国大陆））.
21. ↑  . 现代快报. 2014年1月17日. （原始内容存档于2020年8月24日）.
22. ↑   (PDF). 南通城市博物馆网. 2013年5月21日. （原始内容 (PDF)存档于2016年3月8日）.
23. ↑  . 中国新闻网. 2011年11月8日. （原始内容存档于2014年3月11日）.
24. ↑  . 如东政府闻网. 2014年2月26日. （原始内容存档于2014年3月15日）.
25. ↑  . 如东新媒体. 2012年. （原始内容存档于2014-03-11）.
26. ↑  指园区党工委、管委会与所在镇党委、政府合署办公，采取两块牌子一套班子、一体化运作。
27. ↑  . 南通网. 2012年3月22日. （原始内容存档于2014-02-22）.
28. ↑  . 中国江苏网. 2003年2月19日. （原始内容存档于2014年2月22日）.
29. ↑  . 江苏海洋与渔业局. 2005年10月8日. （原始内容存档于2014年2月22日）.
30. ↑  . 新华网江苏频道. 2006年3月11日. （原始内容存档于2014年2月21日）.
31. ↑  . 如东日报. 2009年2月26日. （原始内容存档于2014年2月23日）.
32. ↑  . 新华网. 2007年. （原始内容存档于2014-02-19）.
33. ↑   (PDF). 宿迁日报. 2014年. （原始内容 (PDF)存档于2014-02-03）.
34. ↑  . 瞭望中国. 2010年12月10日. （原始内容存档于2014年3月11日）.
35. ↑  . 江苏经济报. 2011年5月9日. （原始内容存档于2014年3月11日）.
36. ↑  . 如东日报. 2009年8月14日. （原始内容存档于2014年3月11日）.
37. ↑  . 南通网. 2012年5月2日. （原始内容存档于2014-03-12）.
38. ↑  . 人民网. 2009年9月18日. （原始内容存档于2012年10月20日）.
39. ↑  . 央视网. 2013年6月19日. （原始内容存档于2014年11月29日）.
40. ↑  . 如东政府网. 2017年4月5日.[永久]
41. ↑  . 如东日报. 2013年11月1日. （原始内容存档于2014年2月26日）.
42. ↑  . 人民网江苏视窗. 2013年3月1日. （原始内容存档于2014年3月28日）.
43. ↑  . 如东日报. 2010年5月24日. （原始内容存档于2014年2月26日）.
44. ↑  .   [2023-03-08]. （原始内容存档于2023-03-08）.
45. ↑  . 如东史志网. 2013年8月. （原始内容存档于2013-12-14）.
46. ↑  . 中国江苏网. 2012年10月17日. （原始内容存档于2014年2月1日）.
47. ↑  . 国家旅游局. 2013年1月11日. （原始内容存档于2014-03-06）.

### 书籍
- 政协如东县委员会编. . 方志出版社. 2012.
- 朱银生,杨向东,杨正英,虞建宣,陈隆. . 江苏人民出版社. 1995. ISBN 7214015080.
- 朱正年,韩国荣. . 江苏人民出版社. 2001. ISBN 7214029502.
- 如东县编史修志办公室. . 江苏古籍出版社. 1985.